# Eugène Baillet

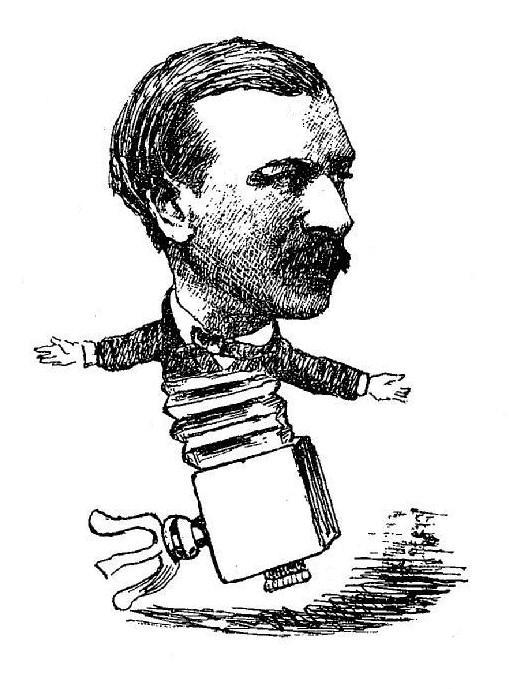
Eugène Baillet portrait-charge en photographe par Ernest Chebroux 1876.

Eugène Baillet, né Joseph Sébastien Baillet le 30 octobre 1829 à Paris et mort le 31 mars 1906 à Paris (3e arrondissement), est un chansonnier, goguettier, ouvrier bijoutier, photographe ambulant, bibliophile. Il est membre de la goguette de la Lice chansonnière et secrétaire du Syndicat des auteurs, compositeurs et éditeurs de musique.

## Biographie en 1879
Louis-Henry Lecomte écrit en février 1879 :
« La biographie de ce chansonnier, comme de la plupart des poètes du peuple, offre peu d'incidents remarquables.
« Eugène Baillet est né à Paris, le 20 octobre 1829, d'une famille d'artisans. Mis à l'école de six à douze ans, il en sortit pour faire son apprentissage dans la bijouterie, et devint ouvrier à seize ans.
« Depuis longtemps déjà, Baillet accompagnait ses parents dans les réunions chantantes, où florissaient alors Gustave Leroy, Gille, Rabineau, Colmance, Alexis Dalès, Victor Drappier, Auguste Alais, Loynel et vingt autres chansonniers vaillants, que l'enfant contemplait avec des yeux émerveillés, et qui, plus tard, devaient être ses amis. Pris d'ambition, Baillet, un jour, rima quelques couplets incorrects, qu'il soumit à Gustave Leroy. Ce dernier ne jugea pas le débutant d'une façon trop sévère ; il voulut même lui enseigner les règles de la prosodie. Ces leçons et les cours du soir que Baillet suivit assidûment, le mirent bientôt en état d'écrire avec assurance. Sa première chanson, les Héros de la Bastille, fut imprimée en feuille volante en 1847.
« La révolution de Février mit en faveur les publications de la rue. Baillet improvisa une œuvre critique, le Citoyen Guizot, qui, certes, n'était pas merveilleuse, mais que son actualité fit vendre à cinquante mille exemplaires. L'éditeur Durand l'acheta cinq francs, et Baillet devint un des fournisseurs attitrés de cet homme honnête et singulier, dont il se propose d'écrire un jour la plaisante histoire. Chaque événement, grand ou petit, devenait chez Durand matière à couplets. Les chansonniers, en permanence à l'imprimerie, écrivaient sur un coin de table des à-propos rimés, que l'on composait instantanèment. Baillet fit ainsi plus de cinquante chansons dont les meilleures : Raspail, Boichot, Proudhon, figurent dans LES RÉPUBLICAINES de 1849. Durand signait toutes les productions jugées faibles par leurs auteurs ; Baillet en abandonna beaucoup de la sorte, une entre autres qui obtint un très grand succès et qui a pour refrain :
« Je veux retourner au village
« Respirer la rose des champs.
« En mars 1848, Baillet entra dans les Ateliers Nationaux. Il y devint délégué central, c'est-à-dire chargé de pourvoir aux besoins de quatre brigades ou deux cent vingt-quatre hommes. Ce titre faillit lui coûter cher. Le 23 juin, il était allé à cinq heures du matin, comme d'habitude, chercher des bons de pain aux bureaux de l'administration, situés au parc Monceau. Quand il revint, vers cinq heures du soir, des barricades s'ébauchaient dans divers quartiers. Pour se faciliter le passage, Baillet imagina d'arborer son ruban officiel de délégué. Rue du Sentier, cet insigne produisit un effet mauvais sur les gardes nationaux de l'ordre ; Baillet fut arrêté, fouillé, et, comme on trouva sur lui des bons de pain pour huit cent livres, traité de meneur, d'insurgé, menacé de la fusillade. On le conduisit cependant chez le plus proche commissaire de police qui, beaucoup plus calme, procéda à l'interrogatoire du prisonnier. Celui-ci exposa que deux cents malheureux, réunis au passage Sainte-Avoie, attendaient son retour pour dîner. – « Je vous crois, M. Baillet, répondit le commissaire, car je vous connais pour vous avoir vu dans les sociétés chantantes. Otez votre ruban, mettez votre képi dans une poche, coiffez-vous de cette casquette et partez vite. » Baillet ne se le fit pas répéter, et s'enfuit en bénissant la chanson qui venait peut-être de lui sauver la vie.
« Au mois d'octobre de la même année, Baillet publia dans la Ruche Populaire, journal exclusivement rédigé par des ouvriers, un cri poétique : Grâce pour les Vaincus, dédié au général Cavaignac. Nous en citerons un couplet :
« Que d'innocents martyrs a fait la mort avide !
« Que de pauvres enfants depuis ces jours de deuil,
« S'aigrissent à la fin auprès d'un buffet vide !
« Mais las ! Que peut-on dire aux pierres d'un cercueil ?
« Dieu va juger les morts, il devra les absoudre...
« Mais qu'au moins les vivants à nos yeux soient rendus !
« Pourquoi les gardez-vous, puisqu'ils n'ont plus de poudre ?
« Soyez grand, ô vainqueur, grâce pour les vaincus !
« Béranger, qui s'intéressait beaucoup à La Ruche, demanda au rédacteur en chef de lui amener l'auteur de cette chanson. Intimidé d'abord, Baillet fut bientôt mis à son aise par l'accueil tout bienveillant du maître. Cette entrevue devait être le point de départ de relations suivies, dont Baillet a gardé le souvenir précieux, et qui lui permirent de rencontrer certains hommes remarquables de l'époque : Lamartine, Lamennais, Michelet, Jean Reynaud.
« Le bagage chansonnier d'Eugène Baillet s'accrut assez rapidement pour qu'il pût, en 1853, publier un volume, intitulé Pleurs et sourires. On lui fit un accueil sympathique, qui se renouvela trois ans plus tard, quand une édition nouvelle parut avec ce titre : La Muse de l'atelier. L'auteur n'en était déjà plus à compter ses succès.
« Vers la même époque, Baillet quitta la tenaille du bijoutier pour l'objectif du photographe. Pendant dix années, il promena sa gaîté, ses chansons et son appareil dans les provinces. Ces excursions champêtres, qui ne paraissent pas l'avoir enrichi, devaient donner à son talent poétique un côté à la fois rustique et attendri, facile à saisir surtout dans son troisième recueil Chansons d'hier et d'aujourd'hui, édité en 1867, et dédié à la mémoire souriante de Béranger.
« La Religieuse ouvre le volume. On se souvient de la grande popularité qu'obtint ce parallèle exact des amours humaines et divines
« Je les ai vu causer ensemble
« Les amoureux !
« Et je dis dans mon cœur qui tremble :
« Qu'ils sont heureux!
« Viens donc ! fut également adopté par la vogue. La dominante du talent de Baillet est le sentiment. Nul mieux que lui n'a peint les rêves, les délices, les inquiétudes, les désespoirs de l'amour ; et tout cela sans afféterie, avec une mesure très juste, l'accent qui vient du cœur et frappe au cœur. Comprenez-vous ?, Ne soyons plus amants, Une Amie, Vous ne m'aimez plus, C'était bien la peine, Mon cœur a vingt ans pour t'aimer, On ne meurt pas d'amour, et beaucoup d'autres sont les modèles du genre. Mais Baillet n'a pas qu'une corde à sa lyre. Il chante avec le même bonheur la chanson de genre, le couplet parisien, le vulgaire refrain même du café-concert. — Qui ne connaît Ma Voisine ?
« Quand vous connaîtrez ma voisine,
« Ma voisine au regard si doux,
« Rosine,
« Votre cœur en sera jaloux.
« Et Madame Clément, les Deux petit blonds, la Servante Marie, Maman Gaspard, Sur la route, Dix mille francs de rente. Une Crémerie parisienne, la Bonne aux Voltigeurs, Not' petit dernier ?...
« Sur le ton grave que Baillet emploie plus rarement, il faut signaler le Tisserand de Lisy, et surtout George Sand, où les problèmes sociaux sont résolus éloquemment :
« A l'avenir que rêvent ses pensées,
« Dis-lui combien nous nous associons ;
« Dis-lui combien nous les savons usées
« Nos lois, nos mœurs, nos institutions.
« Pour vous sauver, en vain le canon gronde.
« Abus vieillis, peuplade en désarroi ;
« C'est l'amour seul qui sauvera le monde :
« A George Sand presse la main pour moi.
« Eugène Baillet n'a pas interrompu son œuvre ; ses inspirations récentes sont dignes en tous points de leurs aînées : l'Hirondelle prisonnière, Champigny, Souviens-toi du voyageur, les Gens qui savent boire, le Bataillon de l'avenir, les Roses prisonnières, Un lundi de printemps, Je n'ai plus d'amoureuse, enfin la Dernière fleur, publiée par ce journal même, ont reçu dans les goguettes, dans les concerts ou dans la rue le plus favorable accueil.
« Nous commettrions une injustice en n'associant pas aux succès anciens et nouveaux de Baillet les divers compositeurs qui ont écrit pour ses chansons des mélodies vraiment remarquables : Darcier, Paul Henrion, Vaudry, Marquerie, Hubans, Liébeau, Blasini, Chelu, Wachs, Collignon, Girin, Jouffroy, Génin, Villers, Villebichot, Bougnol, Batifort, Arnaud, Vannier et Jaussaud.
« Si Baillet excelle dans la poésie chantée, il ne manie pas avec de moins bons résultats l'alexandrin solennel. En novembre 1870, quand partirent pour les avant-postes les compagnies de guerre du troisième arrondissement, Baillet, qui figurait dans le 89e bataillon en qualité de garde et de membre du conseil de famille, prononça une allocution chaleureuse. Nous donnerons quelques-uns de ces vers inédits :
« Vous serez les premiers, nous serons les seconds,
« Vous ouvrirez la marche et nous vous y suivrons,
« Car il n'est en ce jour ni foyers ni familles.
« Aux armes ! c'est le cri des mères et des filles ;
« Il faut vaincre ou mourir : nous ne nous rendrons pas !
« Vous êtes des milliers... nous sommes le courage,
« Vous avez des canons... nous avons de la rage
« Et l'espoir bat la charge en marchant sur nos pas...
« Paris, le vieux faubourg des grands cœurs, où nous sommes,
« Paris n'est plus pour nous un pays, c'est un camp.
« Le camp républicain, le camp des forts, des hommes,
« Et dussions-nous le voir aussi rasé qu'un champ,
« Nous serions là debout — et morts même, nos ombres
« Viendraient vous entraîner vivants sous les décombres,
« Et tous ces monuments que vous voyez si beaux
« Seraient les tumulus de vos vastes tombeaux !
« Si le pain nous manquait, misérables Vandales,
« On mâcherait du plomb pour vous cracher des balles !...
« La colère patriotique ne pourrait s'exhaler avec plus d'énergie.
« Eugène Baillet a collaboré au Tintamarre, au Tam Tam et à différents journaux littéraires. Travailleur et lettré, il allait publier une volumineuse Biographie des Conventionnels, quand se sont produits les désastres nationaux. Mais c'est à la chanson qu'il consacre la majeure partie de ses veilles et de ses recherches. Indépendamment de nombreux manuscrits autographes ou documents historiques, sa bibliothèque contient au moins douze cents volumes de chansons. A l'aide de cette collection magnifique et de ses souvenirs personnels, il a composé une Anthologie de la Chanson, depuis le XVIIIe siècle jusqu'à nos jours, en ce moment sous presse, et qui sera remarquée. C'est un travail consciencieux, exécuté sur un plan nouveau, où figureront non seulement les œuvres choisies de chaque chansonnier, mais encore des notices et des chapitres formant l'histoire complète de la chanson moderne.
« Les trois premiers volumes de Baillet sont introuvables en librairie. Un quatrième paraîtra dans le courant de l'année présente, avec ce titre original : Chansons d'hier et d'aujourd'hui, 2e édition très-augmentée et considérablement diminuée. Nous acceptons la première partie de cette promesse ; mais Baillet, en tenant la seconde, se montrera plus sévère pour lui-même que ne l'ont été les critiques, unanimes à le proclamer, sur la publication menacée, homme de goût et de style. »

## Eugène Baillet durant la Commune de 1871
Selon un ouvrage de Georges Laronze publié en 1928, Eugène Baillet fut employé durant la Commune de Paris de 1871 à la délégation de la Justice et « particulièrement chargé des naturalisations. »
Georges Laronze précise au sujet de ce service :
Place Vendôme, il (Eugène Protot, délégué à la justice – c'est-à-dire ministre de la justice – de la Commune de Paris) rétablit de bonne heure le service des naturalisations. Il le confia, nous l'avons vu, au chansonnier Baillet. Le service ne pouvait manquer d'emprunter de l'importance aux événements, en raison du grand nombre d'étrangers ralliés à la révolution parisienne. Le rapprochement de deux dates est caractéristique. Ce fut vers le 20 avril que le délégué fit paraître dans les journaux une note invitant les personnes qui désiraient se faire naturaliser à se présenter au Ministère. Dès la fin du mois un deuxième communiqué arrêta l'élan. « Vu le grand nombre de demandes de naturalisations parvenues depuis quelque temps au Ministère de la justice, il ne sera plus reçu de nouvelles demandes jusqu'à nouvel ordre. »

## Eugène Baillet après février 1879

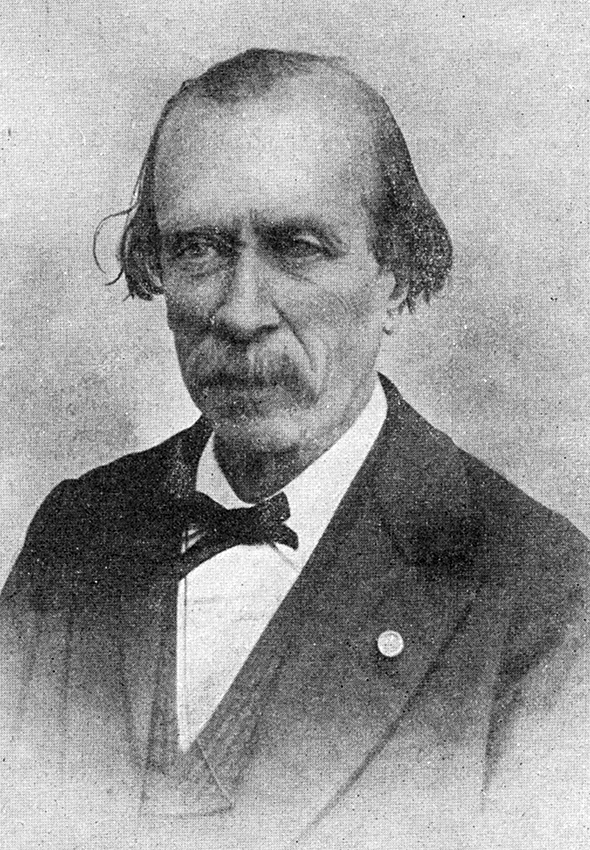
Eugène Baillet âgé.

Eugène Baillet collabore au journal La Chanson. Il y publie, par exemple, en mars 1879, une biographie du goguettier Gustave Leroy. En 1880, il y ajoute les biographies de Jean-Baptiste Clément, Favart, Charles Collé et Louis-Marie Ponty.
Le 6 avril 1881, la goguette de la Lice chansonnière fête joyeusement son cinquantenaire avec un banquet de 143 couverts. Les convives, tous masculins, chantent et improvisent des chansons. Eugène Baillet, qui préside, chante Le Rondeau de la Lice chansonnière qu'il a composé pour cette occasion.
En 1890 Eugène Baillet écrit :
Les cent cinquante chansons de Charles Gille sont disséminées dans des publications oubliées ou des feuilles volantes ; je les ai toutes retrouvées et réunies en un volume manuscrit. Il y a là une œuvre qui compte dans l'histoire littéraire et philosophique du XIXe siècle et qu'il faut sauver de l'oubli.
Charles Gille a composé une vingtaine de musiques pour ses chansons, ce sont des airs presque tous devenus populaires. On lui doit aussi un acte en vers, pétillant de verve et d'esprit, intitulé le Barbier de Pézenas ; il a été publié dans le journal le Témoin, rédacteur en chef Henry Lecomte.
Par la suite, Eugène Baillet ne semble pas avoir réalisé pas son projet d'édition des œuvres complètes de Charles Gille, qui sera oublié par le grand public.
En 1893, Eugène Baillet est toujours membre de la goguette de la Lice chansonnière.
À une date non précisée sur l'ouvrage, mais antérieure à l'invention de la photographie argentique, Eugène Baillet qui se présente comme « photographe-professeur », publie chez Le Bailly Éditeur Paris, « Nouveau traité de photographie simplifiée ou la photographie sans maitre », dans la collection Bibliothèque Artistique. En 32 pages, il expose simplement ce qu'il faut savoir sur la photographie au collodion, au gélatino-bromure, au charbon et comment colorier les épreuves sur papier, ou la photographie Ivoire.
Il meurt à Paris en 1906.

## Œuvres
- La muse des ateliers : chansons, Imprimerie de Pilloy, 1856[17]Lire en ligne.
- De quelques ouvriers-poètes : biographies et souvenirs, éd. Labbé, 1898[18]Lire en ligne.
- La petite Muse. Chansons et poésies d'Eugène Baillet. Édition augmentée de nouvelles chansons, édition Labbé, 1901[19]
- Chansons et petits poèmes avec préface ; Fragments de l'histoire de la goguette, L. Labbé, 1885[20]. Texte de la préface en ligne [html].
- Chansons d'hier et d'aujourd'hui, L. Vieillot, 1867
- Le chansonnier Charles Gille[21]
- Biographie de Favart[22]

Quelques chansons :
- Les Apôtres de l'humanité : Proudhon, édition Durand, 1849
- Le Bataillon de l'avenir, publié dans La Chanson, 1880, page 213.
- Le Vrai Républicain, édition Durand, 1849
- Mon cœur a vingt ans pour t'aimer, musique de Adolphe Vandry, édition Vieillot, 1864
- On ne meurt pas d'amour, musique de Ch. Liébeau, 1869
- Le Rondeau de la Lice chansonnière[13], 1881